# Czas pijanych koni
Czas pijanych koni (perski:زمانی برای مستی اسب‌ها, Zamani barayé masti asbha, kurd. Demek jibo hespên serxweş – irański (kurdyjsko-perski) film z 2000 roku w reżyserii Bahmana Ghobadiego. Obraz zdobył Złotą Kamerę na 53. MFF w Cannes.

## Opis fabuły
Rodzeństwo irańskich, kurdyjskich dzieci stara się przetrwać po śmierci rodziców. Ayoub, najstarszy chłopak w rodzinie, staje się głową domu i musi podjąć jakąkolwiek pracę, która pozwoliła by przetrwać jemu oraz jego rodzeństwu. Madi, upośledzony brat Ayouba, musi przejść operację. Ayoub przemierza znaczne odległości w celu zebrania potrzebnych pieniędzy na operację, przemycając towary wraz z grupą kurdyjskich wieśniaków przez granicę iracko-irańską.
Przemytnicy upijają alkoholem swoje konie, aby przeszły przez niebezpieczne, zaminowane drogi.

## Nagrody
- Złota Kamera za najlepszy debiut reżyserski na 53. MFF w Cannes
- Specjalna nagroda Jury, Silver Hugo, Międzynarodowy Festiwal Filmowy w Chicago, USA, 2000
- Najlepszy film fabularny na Festiwalu Filmowym w Edynburgu, Szkocja, 2000
- Najlepszy film fabularny na Festiwalu Filmowym w Santa Fe, USA, 2000
- Główna Nagroda Jury na Międzynarodowym Festiwalu Filmowym w São Paulo, Brazylia, 2000.
- Najlepszy film fabularny na Międzynarodowym Festiwalu Filmowym w Banff, Kanada, 2000.
- Specjalna nagroda Jury na Międzynarodowym Festiwalu Filmowym w Gijón, Hiszpania, 2000.
- Nagroda jako "Najlepszy film fabularny" na Międzynarodowym Festiwalu Filmów dla Dzieci w Isfahanie, Iran, 2000.

Film był oficjalnym kandydatem Iranu do Oscara za najlepszy film nieanglojęzyczny podczas 73. ceremonii wręczenia Oscarów, ale nie uzyskał nominacji.

## Obsada
- Ayoub Ahmadi
- Rojin Younessi
- Amaneh Ekhtiar-dini
- Madi Ekhtiar-dini
- Kolsolum Ekhtiar-dini
- Karim Ekhtiar-dini
- Rahman Salehi
- Osman Karimi
- Nezhad Ekhtiar-dini